# Divine Heresy
Divine Heresy – amerykański zespół deathmetalowy utworzony w 2005 roku przez gitarzystę Dino Cazaresa, znanego z występów w grupie Fear Factory. Cazares udzielający się także w Asesino przez kilka lat poszukiwał muzyków, którzy spełniliby jego oczekiwania. Ostatecznie do zespołu dołączyli Tim Yeung, znany między innymi z Vital Remains i Hate Eternal oraz nikomu wcześniej nieznany debiutant Tommy Vext. Pod koniec sierpnia 2007 roku Amerykanie wydali debiutancką płytę Bleed the Fifth. Tuż przed premierą płyty do zespołu doszedł basista Joe Payne.
W drugim kwartale 2008 roku Vext został usunięty ze składu za fatalne zachowanie podczas jednego z koncertów. Po kilku miesiącach poszukiwań i próbach z wieloma wokalistami do zespołu dołączył Travis Neal. W 2009 roku Divine Heresy przy współudziale nowych muzyków nagrali drugi album zatytułowany Bringer of Plagues. Jego premiera miała miejsce 28 lipca. W 2011 roku Payne odszedł z zespołu.

## Dyskografia
| Bleed the Fifth             | - Data: 25 sierpnia 2007 - Wydawca: Roadrunner Records | —   | 12 | —  | 257 | - USA: 2,7 tys.+ |
| Bringer of Plagues          | - Data: 28 lipca 2009 - Wydawca: Roadrunner Records    | 148 | 4  | 25 | —   | - USA: 3 tys.+   |
| "—" album nie był notowany. |                                                        |     |    |    |     |                  |

## Teledyski
| Tytuł             | Rok  | Reżyseria                     | Album              | Źródło |
| ----------------- | ---- | ----------------------------- | ------------------ | ------ |
| "Failed Creation" | 2007 | Christoffer "Salzy" Salzgeber | Bleed the Fifth    | [ 9 ]  |
| "Bleed The Fifth" | 2008 | —                             | Bleed the Fifth    | [ 9 ]  |
| "Facebreaker"     | 2009 | Brian Thompson                | Bringer of Plagues | [ 10 ] |